# Дети природы (фильм, 1991)
«Дети природы» (исл. «Börn náttúrunnar») — исландский драматический фильм, номинировавшийся на премию «Оскар» за лучшую иноязычную картину на 64-й церемонии. Единственный исландский фильм, когда-либо номинированный на «Оскар».
Композитор Хильмар Эдн Хильмарссон был удостоен премии Европейской киноакадемии в 1991 году за музыку к фильму. Ведущая актриса Сигридюр Хагалин получила номинацию на премию лучшей актрисе.

## Сюжет
Пожилой мужчина Торгейр уезжает из родной деревни в Ходнстрандире в Рейкьявик. Перед отъездом он убивает и хоронит свою собаку, а собой в дорогу берёт чемодан с вещами и большие настенные часы с маятником. Добравшись до города на автобусе, Торгейр едет на такси к дому, где живёт его дочь. Приезд отца оказывается для неё и её семьи сюрпризом, но они соглашаются его приютить.
У Торгейра не получается найти общий язык с семьёй его дочери и его отправляют в дом престарелых. При заселении Торгейр сталкивается в коридоре с беспокойной женщиной, которую ведут под руки сотрудники учреждения. Хадльдоур, сосед Торгейра по комнате, рассказывает ему, что эту женщину зовут Стелла и что она уже несколько раз пыталась бежать из дома престарелых. Также Хадльдоур хвастается букетом цветов, который ему подарил его сын. За обедом Торгейр подсаживается к Стелле и за разговором выясняется, что когда-то они жили в одной деревне и были знакомы. Стелла мечтает вырваться из дома престарелых, вернуться в родную деревню и после смерти быть похороненной там.
Однажды ночью Хадльдоуру становится плохо. Торгейр идёт за стаканом воды для него и по возвращении находит его мёртвым. Пришедшая по вызову медсестра констатирует смерть и рассказывает, что у Хадльдоура не было никакого сына.
Однажды, прогуливаясь по старинному кладбищу Хоулавадлагардюр, Торгейр видит через открытую калитку припаркованный на противоположной стороне улицы красно-жёлтый джип. После этого Торгейр и Стелла покупают себе удобную обувь, снимают все деньги с банковского счёта Торгейра и однажды ночью сбегают из дома престарелых и угоняют джип. В полицию Рейкьявика поступают заявления о бегстве пары из дома престарелых и об угоне машины и полицейские начинают поиски.
Торгейр и Стелла доезжают до родной деревни и ненадолго останавливаются у старой знакомой, после чего продолжают свой путь по исландской провинции. Один раз они не останавливаются по требованию полицейского и начинается погоня, но паре удаётся исчезнуть из вида служителей закона.
Через некоторое время у джипа начинаются неполадки с двигателем и паре приходится продолжать свой путь пешком. По дороге их подбирает водитель грузовика и подвозит до причала, откуда его брат на катере довозит пару до отдалённой деревни, где они останавливаются на ночь в пустом доме. Утром Стелла гуляет по деревне и по берегу моря, восхищается местной природой и вспоминает разные моменты из деревенской жизни. Через некоторое время просыпается Торгейр и, выйдя из дома, обнаруживает на пляже безжизненное тело Стеллы. Он сооружает гроб, кладёт туда тело Стеллы, оттаскивает до ближайшего кладбища и опускает в самостоятельно вырытую могилу.
Торгейр идёт с голыми ступнями по берегу, а затем поднимается в гору, на вершине которой находит заброшенное здание. Внутри него он встаёт на колени, после чего к нему подходит человек в длинном плаще и шарфе. Он кладёт руку на плечо Торгейра, после чего тот встаёт и идёт дальше. В момент, когда Торгейр выходит из здания, позади него приземляется полицейский вертолёт. Торгейр идёт в сторону полуобвалившихся ворот и исчезает между проплывающими облаками.

## В ролях
- Гисли Хадльдоурссон[англ.] — Торгейр
- Сигридюр Хагалин[англ.] — Стелла
- Бальдвин Хадльдоурссон[исл.] — начальник отдела полиции
- Бруно Ганц — ангел
- Эйидль Оулафссон[англ.] — офицер полиции
- Рурик Харальдссон[исл.] — Хадльдоур
- Тинна Гюннлёйгсдоуттир[англ.] — медсестра

### Комментарии
1. ↑  Данный персонаж («ангел») заимствован из фильма «Небо над Берлином», его роль и в этом фильме, и здесь сыграл актёр Бруно Ганц.